# جيم كلايتون
جيم كلايتون هو ملحن وعازف بيانو كندي، ولد في 1967.

## وصلات خارجية
- الموقع الرسمي